# Hamneda kyrka

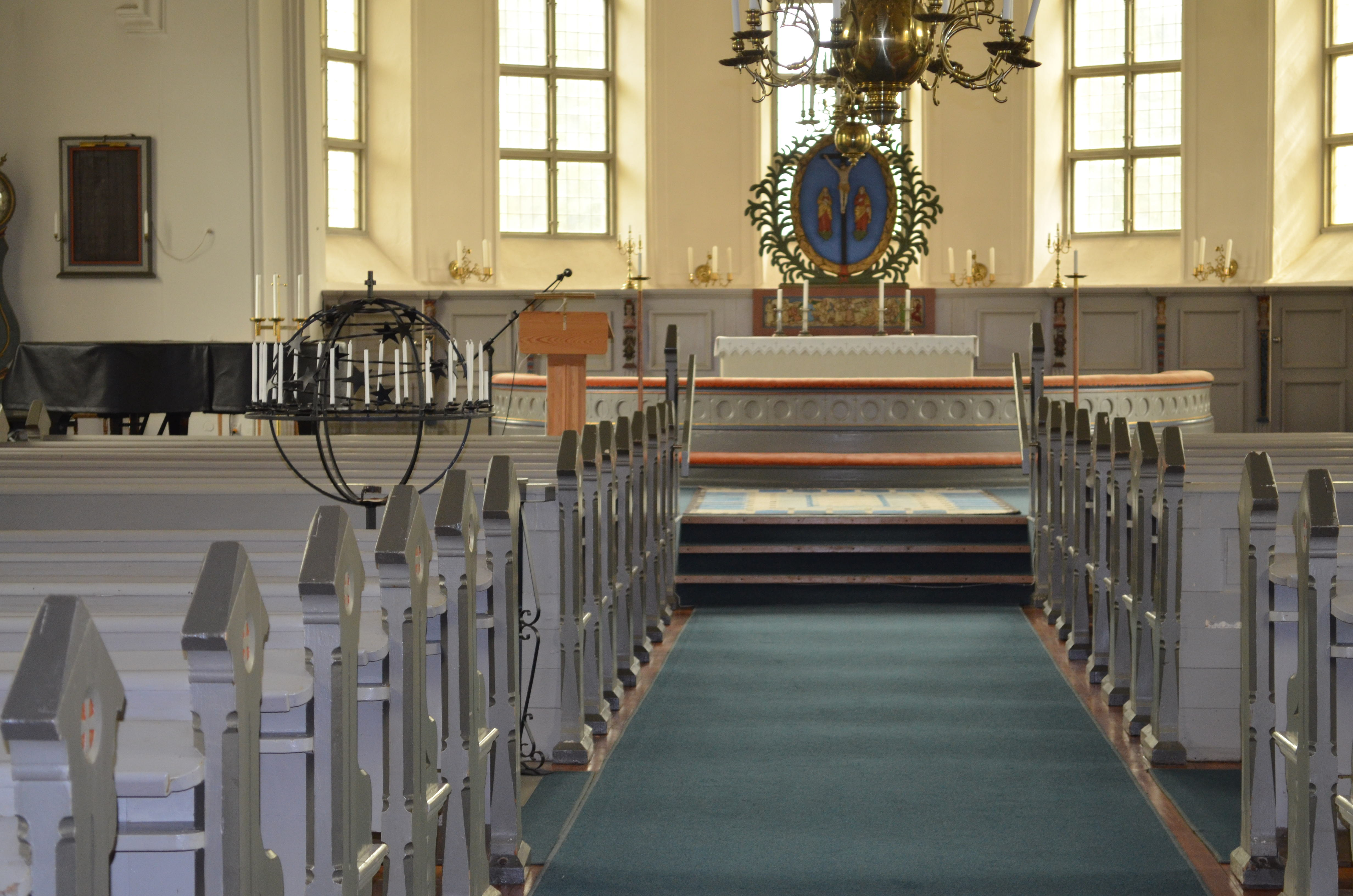
Hamneda kyrkas kyrkosal

Hamneda kyrka är en kyrkobyggnad som tillhör Södra Ljunga församling i Växjö stift. Kyrkan ligger i samhället Hamneda i Ljungby kommun.

## Medeltidskyrkan
Ursprungliga kyrkan var uppförd på medeltiden och låg vid västra sidan av Lagan. Kyrkan var byggd av gråsten med sandsten i hörn och omfattningar. Mellan långhuset och koret fanns ett östtorn. 1716 tillkom ett vapenhus av trä framför västra ingången. 1736 omnämns en ny sakristia. 1789 revs östtornets övre del och tornets bottenvåning fick gemensamt tak med långhuset.

## Nuvarande kyrka
Nuvarande kyrka ligger vid östra sidan om Lagan och uppfördes 1889-1892 i  nationalromantisk stil efter ritningar av arkitekt Fritz Eckert, Överintendentsämbetet. Byggnadsmaterialet är oputsad granit. Kyrkan består av ett långhus med kor i öster med bakomliggande halvrund sakristia. Kyrkans ingångar och fönster samt tornets ljudöppningar omges av rundbåge formade omfattningar. Tornets spetsiga huv är försedd med tornur i de spetsformiga utbyggnaderna i de fyra väderstrecken.Interiören präglas av de synliga takstolarna och den vida korbågen med en skärm som skiljer koret från den bakomliggande sakristian. Koret lyses upp av sakristians fem höga fönster.
På kyrkogården finns en minnessten för de sju omkomna vid blixtnedslaget i Härryda 1 juni 1895.

## Inventarier
- Dopfunten av sten är från omkring år 1200. Funten är dekorerad med fabeldjur.
- Rundformad altartavla utförd i trä 1715 av M Hultman.
- Halvrund altarring.
- Predikstol med ljudtak. Korgen och trappan är prydd med rundbågespeglar.
- Öppen bänkinredning.
- Orgelläktare.
- Bevarade delar av gamla kyrkans läktarbarriär med målningar av Hans Brachwagen 1702.
- Av kyrkklockorna är storklockan gjuten 1923 och lillklockan 1795.

## Orgel
1895/1900 byggde Carl Elfström, Ljungby en orgel med 15 stämmor och nygotisk orgelfasad. Orgeln är mekanisk.
| Huvudverk I   | Svällverk II      | Pedal          | Koppel |
| Borduna 16´   | Bourdon 8´        | Subbas 16´     | I/P    |
| Principal 8´  | Salicional 8´     | Violoncelle 8´ | II/I   |
| Gedackt 8´    | Principal 4´      |                |        |
| Gamba 8´      | Sifflöjt 2'       |                |        |
| Oktava 4'     | Crescendosvällare |                |        |
| Gemshorn 4'   |                   |                |        |
| Qvinta 3'     |                   |                |        |
| Octava 2'     |                   |                |        |
| Mixtur 4 chor |                   |                |        |

### Webbkällor
- Södra Ljunga församling
- byggnadspresentation
- Medeltidskyrkor i Kronobergs län
- Historiska museet:bildvärld 910617F2 Dopfunt
- Riksantikvarieämbetet, Hamneda kyrkor